# Meitan

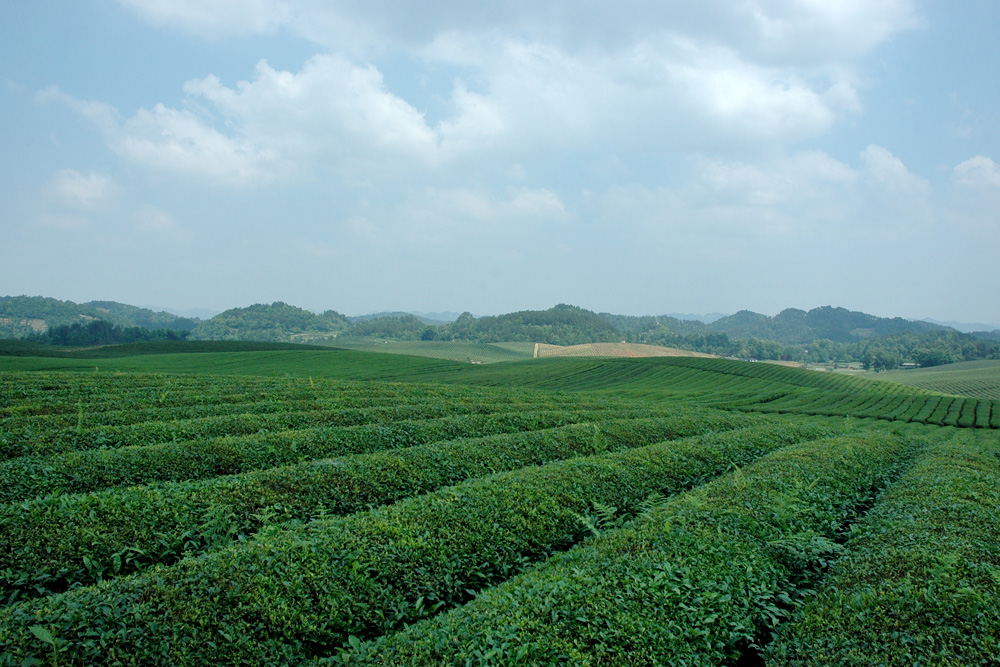
Großes Teefeld in Meitan

Meitan (湄潭县,  Méitán Xiàn) ist ein chinesischer Kreis der bezirksfreien Stadt Zunyi in der Provinz Guizhou. Er hat eine Fläche von 1.865 km² und zählt 382.800 Einwohner (Stand: Ende 2018). Sein Hauptort ist die Großgemeinde Meijiang (湄江镇).

## Geographie und Klima
Der Kreis Meitan hat eine Fläche von 1.864 km² bei einer Nord-Süd-Ausdehnung von 96,5 Kilometern und einer West-Ost-Ausdehnung von 25,5 Kilometern. Er grenzt im Osten an Fenggang und Yuqing, im Süden an Weng’an, im Westen an den Kreis Zunyi sowie Suiyang und im Norden an Zheng’an und Fenggang. Das Relief ist gebirgig im Norden und Südwesten, im Zentrum, Süden und Osten ist es flach. Der höchste Punkt befindet sich in der Großgemeinde Xihe auf einer Höhe von 1.556 Metern, er trägt den Namen Qusunkan (取笋坎). Der niedrigste Punkt liegt im Süden bei Shilian auf 460 Metern. Die durchschnittliche Höhe des Kreises ist etwa 900 Meter. Das Territorium von Meitan ist zu fast zwei Dritteln mit Wald bedeckt, die chinesischen Normen bezüglich Luftqualität werden immer eingehalten.
Meitan hat ein subtropisches Klima mit vier klar unterscheidbaren Jahreszeiten. Der Sommer ist warm und von regengeladenen Südwinden geprägt. Der Winter ist relativ kühl, Nordwind bringt in der Regel kalte und trockene Luft mit. Im tiefer gelegenen Süden liegt die Jahresdurchschnittstemperatur bei 16,5 °C, dort gibt es 300 frostfreie Tage im Jahr. Oberhalb von 1000 Metern liegt die Jahresdurchschnittstemperatur bei 14 °C, dort gibt es entsprechend zwischen 260 und 270 frostfreien Tagen pro Jahr. Die jährlichen Niederschläge belaufen sich auf 1.111 mm, von denen zwei Drittel in den Monaten Mai bis September niedergehen.

## Wirtschaft
Die Landwirtschaft, hier vor allem der Anbau von Tee und Tabak, ist der wichtigste Wirtschaftszweig des Kreises. Nach offiziellen Angaben wird allein auf 40.000 Hektar Bio-Tee angepflanzt; Meitan ist die bedeutendste Teeregion der Provinz Guizhou. Zu den bekanntesten Sorten gehören zartgrüner Meitan-Trieb (湄潭翠芽) und Zunyi-Rot (遵义红). Auch die beiden bekannten chinesischen Zigarettenmarken Panda (熊猫) und Zhonghua (中华) stammen aus Meitan.
Das Durchschnittseinkommen der Bürger von Meitan liegt deutlich unter dem chinesischen Durchschnitt. Trotz starken Wachstums in den letzten Jahren hatte die Stadtbevölkerung im Jahre 2017 ein Einkommen von 29.536 Yuan pro Kopf (8,1 % mehr als 2016), die Landbevölkerung von nur 12.137 Yuan (9,8 % mehr als 2016).

## Verkehr
Meitan wird von der Autobahn Hangzhou–Ruili, der Autobahn Yinchuan-Baise und der Nationalstraße 326 durchzogen. Der nächstgelegene Flughafen ist der Flughafen Zunyi in einer Entfernung von 157 Kilometern. Die Provinzhauptstadt Guiyang befindet sich in etwa 200 Kilometern Entfernung von Meitan, die Metropole Chongqing in etwa 300 Kilometern.

## Kultur
Die Stätte der ehemaligen Zhejiang-Universität in Meitan (Meitan Zhejiang daxue jiuzhi 湄潭浙江大学旧址) steht seit 2006 auf der Liste der Denkmäler der Volksrepublik China (6-1051).
Um das Thema Tee gibt es in Meitan mehrere Sehenswürdigkeiten wie das chinesische Teemeer (中国茶海), den Tee-Ökopark von Meitan (湄潭茶海生态园) oder ein Ausstellungsgelände namens erste Teekanne des Tianxia (天下第一壶中华茶文化博览园).

## Administrative Gliederung
Auf Gemeindeebene setzt sich der Kreis aus zwölf Großgemeinden und drei Straßenvierteln zusammen. Diese sind:
- Straßenviertel Meijiang 湄江街道;
- Großgemeinde Yongxing 永兴镇;
- Großgemeinde Fuxing 复兴镇;
- Großgemeinde Mashan 马山镇;
- Straßenviertel Yuquan 鱼泉街道;
- Straßenviertel Huangjiaba 黄家坝街道;
- Großgemeinde Gaotai 高台镇;
- Großgemeinde Maoping 茅坪镇;
- Großgemeinde Xinglong 兴隆镇;
- Großgemeinde Xima 洗马镇;
- Großgemeinde Xihe 西河镇;
- Großgemeinde Xinnan 新南镇;
- Großgemeinde Shilian 石莲镇;
- Großgemeinde Chaole 抄乐镇;
- Großgemeinde Tiancheng 天城镇.

Auf der darunterliegenden Verwaltungsstufe (Dorfebene) gibt es 133 Einheiten.